# Estádio Alfredo Jaconi
O Alfredo Jaconi é um estádio de futebol brasileiro localizado em Caxias do Sul. Inaugurado em 23 de março de 1975, pertence ao Esporte Clube Juventude e possui uma capacidade de 19 924 espectadores, segundo a Confederação Brasileira de Futebol, o que o torna o quinto maior estádio do Rio Grande do Sul.

## História
Em 29 de junho de 1972, no aniversário de fundação do Juventude e durante a posse de Willy Sanvitto como presidente do clube, foi anunciada a construção de um moderno estádio, com as obras começando em setembro do mesmo ano. Para a realização do projeto, o clube mobilizou a comunidade de dirigentes para angariar recursos financeiros e contratou técnicos e engenheiros para a construção do estádio. O local escolhido para o novo estádio foi o mesmo do antigo, a Quinta dos Pinheiros.
Com o término das obras, o estádio foi inaugurado em 23 de março de 1975, durante as comemorações do centenário da colonização italiana no Rio Grande do Sul. O primeiro jogo, ocorrido nessa ocasião, foi um amistoso entre Juventude e Flamengo, que terminou empatado sem gols. Poucos dias depois, em 2 de abril, o clube da casa foi derrotado pelo Palmeiras, com Ronaldo marcando o primeiro gol do estádio. Ainda na década de 1970, outros eventos importantes ocorreram no estádio, como o primeiro Ca-Ju em 28 de março de 1976 e a primeira vitória do Juventude contra o rival em 1.º de julho de 1977. No entanto, talvez o mais marcante tenha ocorrido em 10 de novembro de 1977, quando o estádio e o Juventude estrearam no Campeonato Brasileiro, com uma vitória simples sobre o Avaí.
Na década de 1990, o Juventude firmou uma parceria com a empresa italiana Parmalat, que possibilitou a realização de um amistoso entre o clube brasileiro e o Parma, da Itália, em 17 de março de 1994, considerado o maior jogo internacional do estádio Alfredo Jaconi. No mesmo ano, o clube conquistou a segunda divisão do Campeonato Brasileiro após vencer o Goiás em 4 de dezembro. Poucos dias antes, em 20 de novembro, obteve o acesso à primeira divisão nacional ao vencer o Americano, do Rio de Janeiro. Esse jogo é considerado o de maior público do Alfredo Jaconi, com cerca de 27 mil pessoas, embora o registro oficial indique quase 22 mil pessoas.
No ano de 1999, o estádio sediou os jogos do Juventude na Copa do Brasil, competição em que o clube se sagrou campeão. O primeiro jogo da final contra o Botafogo, em 20 de junho, foi disputado no estádio gaúcho e terminou com vitória do Juventude por 2 a 1. Além disso, destaca-se a goleada de 6 a 0 contra o Fluminense, a maior goleada do Juventude em competições nacionais no estádio Alfredo Jaconi.

## Nome
Em 1954, duas décadas antes da inauguração do novo estádio, a Quinta dos Pinheiros, antigo estádio do Juventude, foi renomeada em homenagem a Alfredo Jaconi, que atuou como jogador, treinador, assessor técnico, massagista ocasional, diretor de campo e presidente do clube. A homenagem foi mantida e o nome de Alfredo Jaconi foi dado ao novo estádio em 1975.

## Estrutura
O Juventude e a CBF divergem quanto à capacidade do estádio Alfredo Jaconi. O clube informa que a capacidade total é de 23 726 espectadores, enquanto a entidade indica 19 924 espectadores. De acordo com os dados da CBF, é o quinto maior do estado e o quinquagésimo do país.
O estádio possui dimensões de 100 por 70 metros e conta com quatro vestiários para atletas, um para arbitragem, academia, setor de fisioterapia e atendimento médico, refeitório e alojamentos. O setor de imprensa dispõe de duas salas para entrevistas coletivas.

## Recordes
O maior público no estádio pode ter ocorrido em 20 de novembro de 1994, quando estima-se que mais de 30 mil torcedores teriam acompanhado o jogo pela semifinal do Campeonato Brasileiro da Série B, no qual o Juventude venceu o Americano-RJ por 1 a 0. Entretanto, o público oficial para esta partida foi de 21.992 pessoas. Outro jogo de torcida única em que o público ultrapassou os 20 mil torcedores aconteceu em 17 de Setembro de 1995, em jogo válido pelo Campeonato Brasileiro 1995, ocasião na qual 21.374 torcedores assitiram a derrota de 2 a 0 para o Flamengo.
O maior público já registrado foi de  27.740 pessoas, no dia 27 de Novembro de 2002, em jogo válido pelas quartas de final do Campeonato Brasileiro de 2002, quando o Juventude perdeu para o Grêmio por 1 a 0.
Já no Campeonato Gaúcho, o maior público é de 27.653 (20.720 pagantes), no primeiro jogo da final da competição no dia 23 de junho de 1996, quando o Juventude perdeu para o Grêmio por 3 a 0.